# Mattia Casadei
Mattia Casadei   (Rímini, 2 de juliol de 1999) és un pilot de motociclisme italià que va guanyar el Campionat del món de MotoE de 2023,
 l'any en què l'antiga Copa del Món d'aquesta categoria obtingué el rang de campionat del món.

## Resultats al Mundial de motociclisme
Barem de puntuació de 1993 ençà:
| Posició | 1  | 2  | 3  | 4  | 5  | 6  | 7 | 8 | 9 | 10 | 11 | 12 | 13 | 14 | 15 |
| Punts   | 25 | 20 | 16 | 13 | 11 | 10 | 9 | 8 | 7 | 6  | 5  | 4  | 3  | 2  | 1  |

(Ids. Grans Premis | Llegenda) (Curses en negreta indiquen pole; curses en  itàlica indiquen volta ràpida)
| Any  | Categoria | Moto     | 1        | 2      | 3       | 4        | 5      | 6        | 7       | 8        | 9        | 10     | 11     | 12     | 13     | 14     | 15     | 16      | 17     | 18     | 19     | 20     | Pos | Pts |
| ---- | --------- | -------- | -------- | ------ | ------- | -------- | ------ | -------- | ------- | -------- | -------- | ------ | ------ | ------ | ------ | ------ | ------ | ------- | ------ | ------ | ------ | ------ | --- | --- |
| 2019 | MotoE     | Energica | GER 11   | AUT 13 | SM1 Ret | SM2 3    | VAL1 9 | VAL2 8   |         |          |          |        |        |        |        |        |        |         |        |        |        |        | 10è | 39  |
| 2020 | MotoE     | Energica | ESP 5    | ANC 3  | SM 5    | EMI1 9   | EMI2 2 | FRA1 Ret | FRA2 13 |          |          |        |        |        |        |        |        |         |        |        |        |        | 5è  | 74  |
| 2021 | MotoE     | Energica | ESP 4    | FRA 2  | CAT Ret | NED 6    | AUT    | SM1 3    | SM2 2   |          |          |        |        |        |        |        |        |         |        |        |        |        | 6è  | 79  |
| 2021 | Moto2     | Kalex    | QAT      | DOH    | POR     | ESP      | FRA    | ITA      | CAT     | GER      | NED      | STY    | AUT    | GBR    | ARA    | SM     | AME    | EMI Ret | ALR    | VAL    |        |        | NC  | 0   |
| 2022 | MotoE     | Energica | ESP1 17  | ESP2 3 | FRA1 1  | FRA2 2   | ITA1 4 | ITA2 Ret | NED1 3  | NED2 · 3 | AUT1 Ret | AUT2 4 | SM1 1  | SM2 2  |        |        |        |         |        |        |        |        | 4t  | 156 |
| 2023 | MotoE     | Ducati   | FRA1 Ret | FRA2 4 | ITA1 3  | ITA2 Ret | GER1 5 | GER2 2   | NED1 4  | NED2 3   | GBR1 6   | GBR2 1 | AUT1 1 | AUT2 1 | CAT1 2 | CAT2 1 | SM1 1  | SM2 3   |        |        |        |        | 1r  | 260 |
| 2023 | Moto2     | Kalex    | POR      | ARG    | AME     | ESP      | FRA    | ITA      | GER     | NED      | GBR      | AUT    | CAT    | SM     | IND    | JPN 26 | INA 24 | AUS Ret | THA 21 | MAL 21 | QAT 26 | VAL 25 | 40è | 0   |
| 2024 | MotoE     | Ducati   | POR1 3   | POR2 1 | FRA1 3  | FRA2 2   | CAT1 6 | CAT2 Ret | ITA1 1  | ITA2 2   | NED1 Ret | NED2 8 | GER1 9 | GER2 9 | AUT1 3 | AUT2 3 | SM1 1  | SM2 2   |        |        |        |        | 2n  | 231 |

 Només la meitat dels punts atorgats en haver-se completat menys de dos terços de la distància de la cursa (però almenys tres voltes completes)